# Philosoma
Philosoma (フィロソマ) est un jeu vidéo de type shoot them up développé par G-Artists et édité par Sony Computer Entertainment en 1995 sur PlayStation. Il a la particularité de proposer différentes phases de jeux alternant du shoot 2D à scrolling vertical et horizontal et du shoot 3D de type rail shooter.

## Histoire
À une époque lointaine, l'humanité est parvenue, après un bond technologique, à coloniser l'espace et partir à la découverte de planètes en dehors du Système Solaire. L'une d'entre elles, la Planète 220 a été le théâtre de l'arrivée massive de colons venus pour exploiter les nombreuses ressources sur celle-ci. Toutefois, après plusieurs années, le contact a finalement été perdu jusqu'à ce qu'un signal de détresse soit envoyé.
C'est dans ce contexte que l'Armée envoie le vaisseau Amiral UNF SCV-Galant avec, à son bord, un groupe de pilotes équipés des vaisseaux de combat F/A-37 Strega dont le commandement est assurée par la Capitaine Nicola Michau, dirigeant les escouades "Charlie et Delta". Parmi les pilotes se trouve "D3" (Dirigé par le joueur), un jeune cadet devant faire ses preuves pour son premier vol. 
Après un long briefing, les pilotes sont rapidement envoyés sur la planète 220 pour être, à leur grande surprise, attaqués par les colons qui tentent de les abattre sans raison apparente. N'ayant pas d'autre choix que de se défendre, les pilotes Strega forcent le passage, abattant un nombre incalculables de vaisseaux aussi bien civils que militaires se mettant sur leur route et commençant à perdre progressivement des membres de leur escouade.
Alors qu'ils arrivent au niveau de la ville, ils constatent que les habitants ont tous disparus et qu'en prime, le système de défense de la cité est réglé pour les abattre sans sommation. De son côté, D3 doit faire face à un gigantesque train équipé d'un canon laser le poursuivant dans un des nombreux tunnels de la ville. Après un combat difficile, il parvient à se défaire de son adversaire et à rejoindre les survivants de l'escouade au centre même de la ville, constatant que de nombreux bâtiments sont en feu, démontrant qu'une terrible bataille a eue lieu. Une fois de plus, un gigantesque vaisseau militaire leur barre la route alors qu'ils prennent la route de la mine d'où provient le signal de détresse. Toutefois, alors que l'escouade est en plein combat, le vaisseau militaire laisse apparaitre de mystérieux apparats organiques prenant forme et ouvrant le feu, démontrant que "quelque chose" est aux commandes et que leur ennemi n'a rien d'humain. Parvenant toutefois à l'abattre, les membres de l'escouade Strega perdent encore un membre en cours de route.
Tandis qu'ils suivent le signal de détresse, plongeant plus profondément dans les entrailles de la planète, l'ennemi auquel ils font face se révèle être une sorte d'ethnie insectoïde ayant à la fois la capacité de hacker les machines à distance afin d'en prendre le contrôle mais aussi de les copier, imitant à la fois trois vaisseaux Strega et emportant dans la tombe un autre pilote pris dans l'attaque d'une nuée d'insectes, ne laissant plus que D3 et Michau en vie. Après une lutte âpre, ils infiltrent le nid des Aliens seulement pour tomber sur la Reine qui tente de les assimiler avant d'être vaincue par D3
Michau et D3 parviennent finalement au point d'origine du signal de détresse, seulement pour comprendre l'horrible vérité: La totalité des colons ont été capturés, enfermés dans des cocons et progressivement assimilé par les mystérieux aliens. Emportés par la colère, D3 et Michau ouvrent le feu sur les cocons, détruisant un petit nombre d'entre eux avant d'être obligés de prendre la fuite, poursuivis par une nouvelle nuée. Au même moment, la Reine resurgit et capture Michau, l'emmenant avec elle dans les entrailles vivantes de la planète, démontrant qu'en réalité, c'est la planète qui a elle-même engendré ces créatures dans un but de fertilisation afin de se répandre dans l'univers. Refusant de laisser Michau à son sort, D3 plonge à son tour au centre de la planète, tuant la Reine et libérant Michau.
Dans un sursaut de colère, la Planète tente de les empêcher de fuir, sans succès, poussant D3 et Michau à utiliser les dernières ressources de leurs vaisseaux pour fuir le centre de la planète puis la mine, parvenant à échapper à la colère de l'entité alien.
Alors qu'ils parviennent à rejoindre l'espace, Michau et D3 voient la planète changer d'apparence, faisant disparaitre les continents et les étendues d'eaux pour laisser place à des amalgames organiques continuant fatalement leur progression et transformant la planète en une véritable créature vivante.
La mission de sauvetage est un échec total : aucun colon n'a pu être sauvé et la quasi-totalité des pilotes Strega ont été tués et/ou assimilés par les aliens. Le dernier plan nous montre les deux survivants retournant à bord du vaisseau amiral, sans qu'ils ne sachent que, accroché à l'un d'entre eux, une des créatures est parvenue à les suivre, laissant entrevoir un avenir funeste pour les membres du Vaisseau SCV Galant.

## À noter
- La bande-son a été composée par Kow Otani.
- Philosoma a été réédité en téléchargement sur PlayStation 3 et PlayStation Portable en 2007 au Japon.
- Le jeu possède une suite nommé "Phase Paradox" qui prend place immédiatement après les événements du premier opus. Toutefois, Phase Paradox prend la forme d'un survival horror et non d'un shoot'em up. Sorti sur PS2 en 2001, il n'a jamais été édité aux USA et en Europe.